# Stolnica v Llandaffu
Stolnica v Llandaffu (valižansko: Eglwys Gadeiriol Llandaf) je anglikanska stolnica v Llandaffu, Cardiff, Wales. Je sedež škofa Llandaffa, vodje cerkve v Walesu in škofije Llandaff. Posvečena je svetemu Petru in Pavlu, pa tudi trem valižanskim svetnikom: Dubriciju (Dyfrig), Teilu in Oudoceju (Euddogwy). Je ena od dveh stolnic v Cardiffu, druga je rimskokatoliška Cardiffska metropolitanska stolnica v središču mesta.
Sedanja stavba je bila zgrajena v 12. stoletju na kraju, kjer je bila starejša cerkev. Leta 1400 je bila zelo poškodovana med uporom Owaina Glyndŵra, angleško državljansko vojno, ko so jo zasedli parlamentarni vojaki, ter v močni ciklonski nevihti leta 1703. Do leta 1717 je bila škoda na stolnici že tako velika, da so resno razmišljali o njeni odstranitvi. Po novih nevihtah v začetku leta 1720 so leta 1734 začeli graditi novo stolnico, ki jo je zasnoval John Wood starejši. Januarja 1941 je bila močno poškodovana. Skozi streho je nanjo padla bomba v ladjo, južni hodnik in kapiteljsko dvorano. Februarja 2007 pa so bile zaradi hudega udara strele poškodovane orgle. 
Že vrsto let je imela stolnica tradicionalen anglikanski pevski zbor fantov in moških, v zadnjem času tudi zbor deklet, edino namensko zborovsko šolo v Walesu, stolnično šolo Llandaff, mešani župnijski zbor. Leta 2012 so posneli ploščo Majestas. Glasba je posvečena novim orglam in zboru.
Stolnica ima več pomembnih grobnic.

## Srednjeveška zgodovina
Stolnica v Llandaffu je bila zgrajena na kraju, kjer je prej že bila cerkev. Skupnost je ustanovil sveti Dubricij na plitvini ob reki Taff. Prvo cerkev je postavil Dubricijev naslednik sveti Teilo. Skupaj s svojim naslednikom Oudocejem sta zavetnika stolnice. Prvotne cerkve ni bilo več, a stoječi keltski križ priča o bogoslužju v prednormanskem obdobju. 
Normani so zasedli Glamorgan že zgodaj in leta 1107 imenovali Urbana za prvega škofa. Leta 1120 je začel gradnjo stolnice in ostanke svetega Dubricija je preselil iz Bardseyja. Po Urbanovi smrti je bilo delo končano v zadnjih letih škofovanja Nikolaja ap Gwrganta, ki je umrl leta 1183. Stolnica je bila posvečena svetemu Petru in Pavlu, Dubriciju, Teilu in Oudoceju. 
Škof Henry de Abergavenny je ustanovil kapitelj okoli  leta 1214 in imenoval štirinajst nadarbinarjev, osem duhovnikov, štiri diakone in dva poddiakona. Spremenil je tudi škofovski pečat Llandaffa, dodal je več podrobnosti na sliki upodobljenega škofa in dodal stavek "po milosti božji". Zahodna fasada izvira iz leta 1220 in ima kip svetega Teila. Do leta 1266 je bila zgradba, ki jo je začel graditi Urban, spremenjena; stolnica je bila ponovno posvečena leta 1266. 
Marijina kapela je bila zgrajena, ko je bil škof William de Braose, od 1266 do 1287. Bila je na zadnjem delu Urbanove cerkve in starem kornem območju, ki je bil odstranjen, da bi zgradili kapelo. Od tedaj se je stolnica stalno počasi spreminjala. Potem ko je bila končana Marijina kapela, so obnovili dva oboka severnega kornega hodnika. 
Zelo je bila poškodovana leta 1400 med uporom Owaina Glyndŵra, ko so njegove sile uničile tudi škofovo palačo. Škoda je bila dovolj velika, da je škof Blethyn leta 1575 obvestil duhovnike, da verjame, da tako poškodovane stolnice ni več mogoče popraviti. Večina drugih poškodb je bila popravljena, predvsem retabel škofa Marshalla je delno preživel. Severozahodni stolp, eden brez zvonika, je dodal Jasper Tudor in se zdaj imenuje po njem. V Cardiffu je prevzel gospostvo, ko je prestol zasedel njegov nečak kralj Henrik VII.
V eni od poznih srednjeveških grobnic je tudi sir David Mathew Llandaffski (1400–1484). Sir David ap Mathew je imel naslov grand standard bearer of England, ki mu ga je podelil kralj Edvard IV., ker mu je rešil življenje v bitki pri Towtonu 29. marca 1461 (vojna rož). 

## Posrednjeveška in viktorijanska zgodovina
V angleški državljanski vojni so stolnico preplavili parlamentarni vojaki in jo uničili. Zasegli so tudi knjige iz knjižnice, jih odnesli na grad Cardiff in jih zažgali skupaj s številnimi kopijami Knjige skupnih molitev (Book of Common Prayer). Na grad so bile povabljene tudi žene ujetih duhovnikov, da bi se ogrele ob ognju na mrzel zimski dan. V tem obdobju nemirov si je človek z imenom Milles prisvojil dele stolnice. V njej je odprl gostilno, del je uporabil za hlev, spremenil kor v stajo za teleta in krstilnik v korito za prašiče. 
Jugozahodni stolp je bil poškodovan v velikih nevihtah leta 1703 in 1720 ter se je skoraj porušil. Škoda na stolnici je bila tako velika, da je cerkev leta 1717 resno razmišljala o njeni odstranitvi. Med 1720 in 1723 je vrsta neviht nato še bolj poškodovala stolnico, nižje dele strehe in drugo. Stanje leta 1723 jih je prisililo, da so bogoslužje opravljali v Marijini kapeli in popolnoma zaprli zahodni vhod v stolnico. 
30 let po tem, ko je streha stolnice propadla, je kapitelj prosil arhitekta Johna Wooda starejšega, da pripravi ocene in načrte za obnovitev stolnice. Letu 1734 so se začela dela. Wood jo je oblikoval v slogu italijanskega templja in se posvetil le vzhodnemu delu zgradbe, zahodna polovica je ostala v ruševinah. V bistvu to ni bil italijanski slog, ampak poustvaritev Salomonovega  templja. Po 16 letih je kapitelj zbral sredstva za popravilo zahodne polovice objekta. Po Woodovih načrtih bi morali zamenjati zahodni vhod stolnice s stolpom in rustikalen portik. Šele leta 1841 sta Wyatt in Prichard začela svoje delo in škoda na zahodnem delu je bila popravljena, vse sledi Woodovega italijanskega templja odstranjene.
V 19. stoletju je škof prvič po 300 letih začel prebivati v Llandaffu. Leta 1836 je bil še en neuspešen poskus, da bi ga prenesli sedež v Bristol. Urad dekana je bil v Llandaffu, a položaj ni bil zaseden 700 let. Urad dekana je ločen od vloge arhidiakona Llandaffa od novembra 1843. Njegova obnova je pomenila začetek boljših časov za stolnico. Novi dekan William Bruce Knight je bil ključnega pomena pri uvajanju prepotrebne obnove.
Stolnica je bila ponovno odprta za bogoslužje 16. aprila 1857. Zbor je prišel iz Gloucestra, tako da je bilo prvič od leta 1691 mogoče slišati zborovsko glasbo. Pri obnovi so odstranili vse sledi italijanskega templja in popravili škodo zaradi poskusa  preoblikovanja, ki ga je povzročil Wood. Oboki z lepimi štukaturami so bili skriti s stenami, sedilije so bile odstranjene z izvirnega kraja in retabel je bil pokrit z mavcem ali skrit za zidom.
Za obnovo so darovali Edward VII., valižanski princ in markiz Bute, kar je bilo dovolj, da so jo lahko nadaljevali. Stolnico in stolp so obnovili, stolpu so dodali zvonik. Večino obnovitvenih del je dokončal lokalni arhitekt John Prichard med letoma 1843 in 1869. Triptih Danteja Gabriela Rossettija je bil zasnovan za uporabo kot retabel, nova vitražna okna, Brodolom svetega Pavla (Shipwreck of st. Paul), je oblikoval Ford Madox Brown. Sir Edward Burne-Jones je v kapeli svetega Dubricija (Dyfriga) izdelal panele iz porcelana Šest dni stvarjenja . 
Od 1691 do okoli leta 1860 v stolnici ni bilo zbora. Prav tako ni bilo orgel. Browne Willis leta 1719 opisuje ostanke orgel, ki jih je stolnici darovala Lady Kemysh iz Cefn Mablyja in so jih našli na podstrešju. Leta 1860 je Alfred Ollivant, ki je bil takrat škof Landaffa, objavil knjigo Poročilo o stanju stavbe llandaffske stolnice od 1575 do danes (Some Account of the Condition of the Fabric of Llandaff Cathedral from 1575 to the present time), namenjeno zbiranju sredstev za obnovo zbora stolnice in nakup novih orgel. Neke vrste stolnična šola je bila od 9. stoletja. Dekan Vaughan jo je leta 1888 ponovno ustanovil. Od leta 1978 sprejema tudi študentke. 

## 20. in 21. stoletje
2. januarja 1941 zvečer med drugo svetovno vojno je bila stolnica hudo poškodovana, ko je nanjo padla letalska bomba, ki je odpihnila streho z ladje, južnega hodnika in kapiteljske hiše. Poškodovani so bili tudi vrh zvonika ter orgle. V nedeljo po bombardiranju je bilo bogoslužje v dekaniji. Delo se je kmalu začelo, spraznili so Marijino kapelo in prezbiterij ter popravili streho, a delo do aprila 1942 ni bilo končano in ga ni bilo  mogoče nadaljevati do konca vojne. Popravljene dele so uporabljali za molilnico do leta 1957. Od britanskih stolnic je bila le stolnica Coventry bolj poškodovana v zloglasnem bombardiranju, imenovanem Coventry Blitz. 
Večje obnove in preoblikovanja se je lotil arhitekt George Pace iz Yorka. Stavbo so začeli uporabljati že junija 1958. Kraljica se je 6. avgusta 1960 udeležila praznovanja dokončanja obnove. Zgrajena je bila spominska kapela valižanskemu regimentu, sir Jacob Epstein pa je ustvaril Veličastnega Kristusa (Christ in Majesty), ki stoji visoko nad ladjo na betonskem oboku in ga je zasnoval George Pace.
Pace je predstavil dve možnosti za zamenjavo prižnice, ki je Pritchard ni obnovil: baldahin s štirimi stebri s primerno sliko pod njim ali dvojno obešen lok z votlim bobnom, ločen od orgel. "Kristus v slavi" bi se namestil na zahodni steni bobna. Ta predlog sta sprejela dekan in kapitelj stolnice. Predlog so predstavili Komisiji za vojno škodo s predlogom, da bi se sredstva, prvotno mišljena za zamenjavo poškodovanih vitražev, uporabila za umetnost v drugih delih cerkve. Dovoljenje je pomagalo, da so financirali kip.
Februarja 2007 je v stolnico  udarila strela in poškodovala električne orgle, ki so že bile v slabem stanju. To je spodbudilo začetek zbiranja 1,5 milijona £ za nove orgle. 

## Arhitektura
Prvotna prednormanska cerkev je bila opisana v Knjigi o Llandaffu (Book of Llandaff) (12. stoletje) in je bila ne več kot 8,5 m dolga, 4,6 m široka in 6,1 m visoka. Imela je nizke, ozke prehode z apsidalnim portikom, dolgim 3,7 m. Gradnja se je začela po naročilu drugega normanskega škofa v Llandaffu, Urbana, v 1120-ih, ki je imel oblast nad novo ustanovljeno škofijo. Gradnja je dolgo trajala, saj so med letoma 1193 in 1218 v času episkopata Henrika iz Abergavennyja odredili obsežno predelavo. Zahodni del je nadomestil, kar je zgradil Urban, ostala sta ladja in današnji sprednji del. Fina izdelava in natančnost arhitekture spominjata opatijo v Glastonburyju in stolnico v Wellsu, zato je verjetno, da je bilo za gradnjo najetih več vodilnih obrtnikov iz Somerseta. 

## Glasba
Vrsto let je imela stolnica anglikanski zbor fantov in moških in v zadnjem času tudi zbor deklet, edino namensko zborovsko šolo v cerkvi v Walesu, stolnično šolo. Župnijski zbori pojejo na tedenski župnijski evharistiji. V stolnici je obroč dvanajstih zvonov (z dodatnim "flat sixth") za spremenljivo zvonjenje in so v Jasperjevem stolpu. Sedanji zvonovi so bili nameščeni leta 1992 in so nadomestili prejšnjih deset.
Orgle, ki so bile nameščene po vojni, niso bile nikoli povsem zadovoljive, še pred poškodbami udarca strele. Dela z namestitvijo novih orgel podjetja Nicholson's of Malvern so se začela jeseni 2008. Čeprav ne v celoti končane, so bile za veliko noč leta 2010 že uporabljene pri predstavi (Gloria Louis Vierne, Messe Solennelle) pri velikonočnem obredu 3. aprila 2010. Prihodke Llandaffskega glasbenega festivala 2011 so namenili za dokončanje orgel. Preostali deli so bili dodani v poznem poletju leta 2013.

## Grobnice
- Dubricij, 6. stoletje, britski svetnik, ki je evangeliziral valižansko kraljestvo Ergyng (zdaj Archenfield) in velik del JV Walesa; njegovo truplo so prenesli v stolnico Llandaff leta 1120,
- Meurig ap Tewdrig, kralj Gwenta in mož Onbrawst, hčerke Gwrgana Fawra, Dubricijeve sestrične,
- Teilo, 6. stoletje, valižanski klerik, cerkveni ustanovitelj in svetnik,
- Oudocej, 7. stoletje, tretji škof Llandaffa, verjetno pokopan pri cerkvi v Llandaffu, kjer je danes stolnica,
- Henry de Abergavenny, škof (1193–1218),
- William de Braose, škof (1266–1287),
- John iz Monmoutha, škof (1297–1323),
- Edmund de Bromfield, škof (1390–1393),
- John Paschal, škof (1347–1361),
- John Smith, škof (1476–1478),
- sir David Mathew, (1484),
- John Marshall, škof (1478–1496),
- Miles Salley, škof (1500–1516/17),
- Hugh Lloyd, škof (1660–1667),
- Francis Davies, škof (1667–1675),
- Edward Copleston, škof (1828–1849),
- Alfred Ollivant, škof (1849–1882).